# Lillkyrka socken, Uppland
Lillkyrka socken i Uppland ingick i Trögds härad, ingår sedan 1971 i Enköpings kommun och motsvarar från 2016 Lillkyrka distrikt.
Socknens areal är 14,91 kvadratkilometer, varav 14,77 land. År 2000 fanns här 417 invånare. Kyrkbyn Lillkyrka med sockenkyrkan Lillkyrka kyrka ligger i socknen.  

## Administrativ historik
Lillkyrka socken har medeltida ursprung.
Vid kommunreformen 1862 övergick socknens ansvar för de kyrkliga frågorna till Lillkyrka församling och för de borgerliga frågorna bildades Lillkyrka landskommun. Landskommunen uppgick 1952 i Södra Trögds landskommun som 1971 uppgick i Enköpings kommun. Församlingen uppgick 2006 i Boglösa församling.
1 januari 2016 inrättades distriktet Lillkyrka, med samma omfattning som församlingen hade 1999/2000.  
Socknen har tillhört län, fögderier, tingslag och domsagor enligt vad som beskrivs i artikeln Trögds härad. De indelta soldaterna tillhörde Upplands regemente, Enköpings kompani och Livregementets dragonkår, Sigtuna skvadron.

## Geografi
Lillkyrka socken ligger sydost om Enköping som når Mälaren i sydväst. Socknen är en slättbygd med mindre moränhöjder.

## Fornlämningar
Från järnåldern finns sju gravfält och en storhög.  Två runstenar har påträffats.

## Namnet
Namnet skrevs 1344 Litlakirkiu och innehåller litil, 'liten' och kirkia, 'kyrka'. 